# Ramon Simó i Vinyes
Ramon Simó i Vinyes (Tarragona, Tarragonès, 1961) és un director i escenògraf teatral català.
Llicenciat en Filosofia i Ciències de l'Educació per la Universitat de Barcelona, Simó ha exercit com a professor de les especialitats d'Interpretació i Direcció escènica de l'Institut del Teatre de Barcelona, on també va exercir com a responsable del Centre d'Investigació, Documentació i Difusió entre els anys 1989 i 1991. Es va iniciar en el teatre universitari el 1983 amb Lo Canonge Ester Convidafestes, en col·laboració amb Francesc Massip. Però ben aviat s'incorporà al teatre professional, primer com a escenògraf, particularment a "El Teatro Fronterizo", amb Els bons dies o Primer Amor, ambdues de Samuel Beckett, i posteriorment com a director escènic, tant al teatre públic, al Centre Dramàtic de la Generalitat de Catalunya o al Mercat de les Flors; com al privat, a la Sala Beckett, La Fura dels Baus o Sèmola Teatre. També s'ha responsabilitzat de diversos muntatges produïts per institucions públiques com el Teatre Nacional de Catalunya, el Centro Dramático Nacional o el mateix Teatre Lliure; o per companyies privades com el Grup Focus, CIRTA i altres companyies i grups musicals. Ha muntat peces de molt diversos autors, com Sergi Belbel (Elsa Schneider, 1989), Jordi Pere Cerdà (1990, Quatre dones i el sol, Premi Crítica Serra d'Or 1991), Joan Brossa (Brossiana, 1991), Joan Casas (Nus, 1993), Steven Berkoff (El Nadal de Harry, 1994), Bertolt Brecht (Happy End, 1997), Carles Batlle i Jordà (Combat, 1998) o Heiner Müller (Mort-home, 1998). El 1992 fou director convidat al Teatre Mossoviet de Moscou, amb l'obra Restauració, d'Eduardo Mendoza. Posteriorment, el 2002, va posar en escena Escenes d'una execució, de H. Barker; 11 de setembre/Les troianes, de M. Vinader; el 2003, Antígona, de Jordi Coca i Villalonga; el 2005, Calígula, d'Albert Camus i Fuenteovejuna, de Lope de Vega; i el 2012, Ball de titelles, de Ramon Vinyes. Ha col·laborat amb Magda Puyo en la creació dramatúrgica d'espectacles com Ricard G. Peces d'Amor i de Guerra (2000) i Fedra+Hipòlit (2002).
Entre els anys 1996 i 1998 ha estat director de la Fira de Teatre al Carrer de Tàrrega, i entre 1999 i 2006 fou membre del consell assessor del Teatre Nacional de Catalunya (TNC), per al qual va realitzar l'escenografia de La barca nova (1999). L'any 2011 fou nomenat director del Festival Grec de Barcelona, càrrec que ocupà entre els anys 2012 i 2016, substituint l'anterior responsable, Ricardo Szwarcer.